# 塔拉利村委员会
塔拉利村委员会（俄语：Талалинский сельсовет）是俄罗斯联邦阿穆尔州斯沃博德内区所属的一个村委员会。其下辖有个居民点，行政中心为塔拉利。据2012年统计，该村委员会的人口为306人。